# Мариупольская кондитерская фабрика
Мариупольская кондитерская фабрика — украинское кондитерское предприятие в городе Мариуполь; некоторое время называлась Ждановская кондитерская фабрика.

## История
История фабрики началась в 1910 году, когда мариупольский предприниматель Эйдинов открыл в городе небольшой цех по производству пряников и карамели. Через пять лет на базе цеха была создана Мариупольская конфетная фабрика. К 1918 году здесь выпускали до двух с половиной тонн сладостей в год.
В годы Великой Отечественной войны фабрика использовалась для выпечки хлеба, а во время оккупации была разрушена. В послевоенные 1940-е годы конфетная фабрика была переименована в Мариупольскую кондитерскую фабрику. В связи с переименованием в 1948 году Мариуполя в Жданов, фабрика до 1989 года носила имя Ждановской кондитерской фабрики. К 1990 году почти 70 % продукции предприятия было отмечено государственным «Знаком качества». Изделия фабрики неоднократно представлялись на отечественных и зарубежных выставках. В 1970—1980 годы фабрика выпускала до 200 наименований и 24 тысячи тонн продукции в год. Кондитерские изделия Ждановской фабрики продавались в магазинах всего Советского Союза, а также Польши и Афганистана.
С 1997 года фабрика, войдя в состав корпорации «Roshen» (ПАО «Мариупольская кондитерская фабрика „Рошен“»), специализировалась на производстве бисквитных изделий. Её ассортимент включал более 50 наименований сладостей, среди которых печенье, вафли, конфеты, карамель и торты. Всего в месяц с линий предприятия сходило более двух тысяч тонн сладостей. В феврале 2014 года Мариупольская кондитерская фабрика Roshen была закрыта. По состоянию на 2017 год решался вопрос о её продаже.